# Uromastyx aegyptia leptieni
Uromastyx aegyptia leptieni är en underart till egyptisk dabbagam som beskrevs av  Thomas Wilms och BÖHME 2000. Uromastyx aegyptia leptieni ingår i släktet dabbagamer, och familjen agamer.

## Bildgalleri

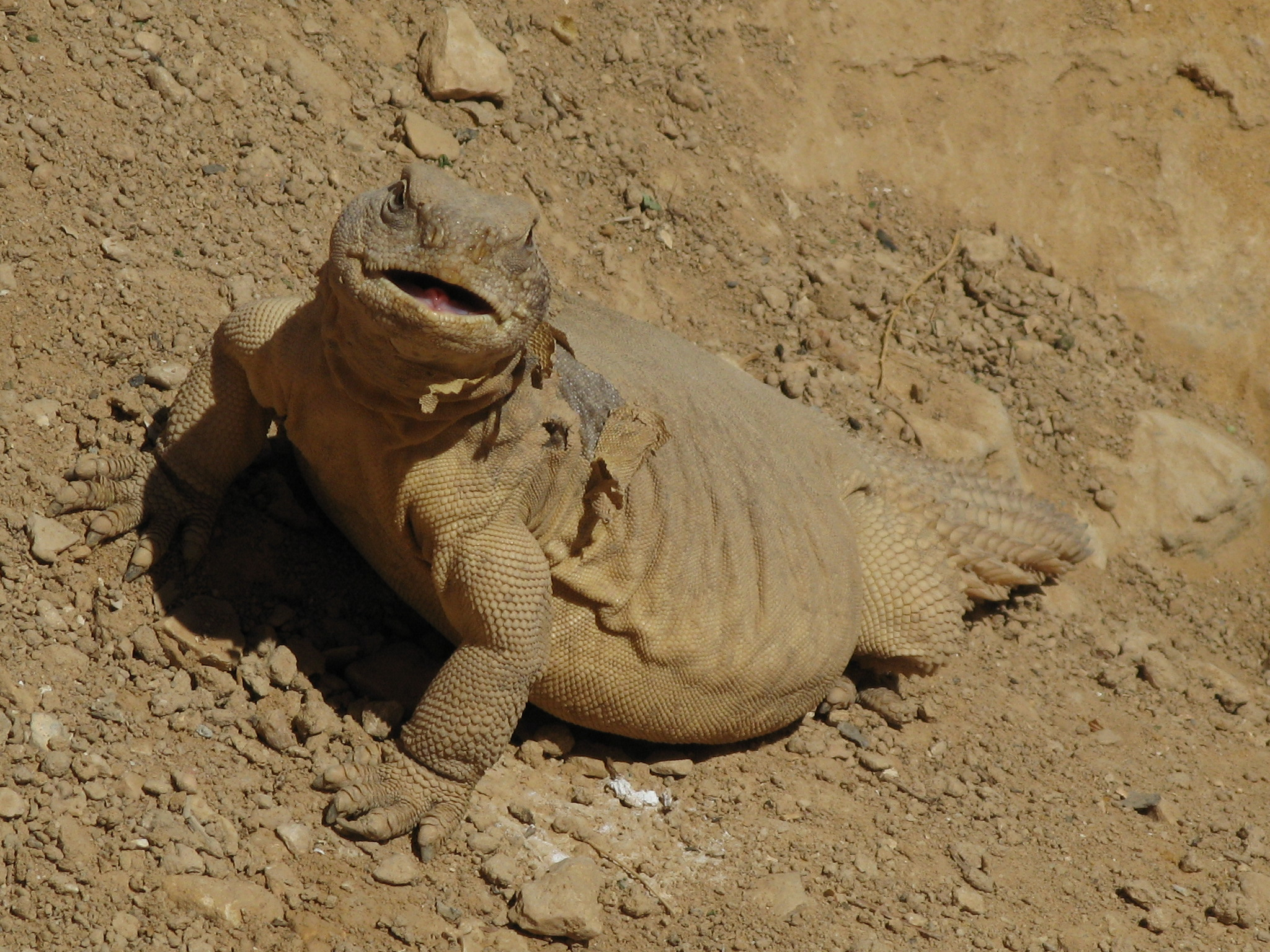